# Liste von Persönlichkeiten der Stadt Mosbach
Diese Liste von Persönlichkeiten der Stadt Mosbach zeigt die Oberbürgermeister, Ehrenbürger, Söhne und Töchter der Stadt Mosbach und deren Stadtteile (Diedesheim, Lohrbach, Neckarelz, Reichenbuch und Sattelbach), sowie weitere Persönlichkeiten, die mit Mosbach verbunden sind. Die Liste erhebt keinen Anspruch auf Vollständigkeit.

## Oberbürgermeister
An der Spitze der Stadt steht der Bürgermeister, seit 1. Juli 1976 Oberbürgermeister, der von der Bevölkerung auf acht Jahre direkt gewählt wird. Sein ständiger Vertreter ist der „Erste Beigeordnete“ mit der Amtsbezeichnung „Bürgermeister“. Folgende Personen waren Bürgermeister von Mosbach:
- 1866–1882: Georg Adam Wolf
- 1882–1889: August Strauß
- 1890–1891: Ludwig Lempp
- 1892–1901: August Strauß
- 1902–1924: Jakob Renz
- 1924–1933: Eugen Boulanger
- 1933–1938: Theophil Lang
- 1938–1941: Fred Himmel
- 1941–1942: Anton Rheindl
- 1942–1945: Arthur Muser
- 1945–1954: Wilhelm Schwarz (CDU)
- 1954–1974: Werner Tarun (Freie Wähler)
- 1974–1985: Fritz Baier (CDU)
- 1985–1990: Fritz Raff
- 1990–2006: Gerhard Lauth
- 2006–2022: Michael Jann (CDU)
- seit 2022: Julian Stipp (SPD)

## Ehrenbürger
Die Stadt Mosbach beziehungsweise die heute zu Mosbach gehörigen Gemeinden haben folgenden Personen, die sich in besonderer Weise um das Wohl oder das Ansehen der Kommune verdient gemacht haben, das Ehrenbürgerrecht verliehen:
- 1909: Eduard Schifferdecker, Brauereibesitzer[1]
- 1909: Friedrich Lück, Baurat[1]
- 1923: Leopold Löwenstein, Rabbiner und Historiker
- 1923: Christoph Gänzler
- 1931: Jakob Renz, Bürgermeister
- 1931: Peter Fiedler
- 1945: Eugen Boulanger, Bürgermeister
- 1953: Wilhelm Kapferer
- 1957: Wilhelm Schwarz, Bürgermeister
- 1960: Albert Schneider (Sattelbach)
- 1965: Leonhard Mezler (Lohrbach)
- 1972: Josef Krämer, kath. Priester, Dekan, Landtagsabgeordneter
- 1972: Ernst Brüche, Physiker
- 1973: Friedrich Liebig (Neckarelz)
- 1975: Heinrich Weber (Neckarelz)
- 1975: Wilhelm Weißbrod (Neckarelz)
- 1980: Curt W. Baumann
- 1983: Erich Weiler, Gründungs- und Ehrenvorsitzender der Freien Wähler Deutschland
- 1991: Franz-Heinrich Dörzenbach
- 1992: Hermann Backfisch, Bürgermeister von Reichenbuch
- 1993: Fritz Baier, Oberbürgermeister
- 2010: Karlheinz Schmidt, Gemeinderat und Kreisrat[2]

Nach der Ehrenbürgerwürde ist die „Pfalzgraf-Otto-Plakette“ die zweithöchste Auszeichnung der Stadt. Bis zum Jahre 2008 wurden 34 Persönlichkeiten mit der Pfalzgraf-Otto-Plakette ausgezeichnet.

## Söhne und Töchter der Stadt
Folgende Personen wurden in Mosbach (bzw. in einem Stadtteil des heutigen Stadtgebiets von Mosbach) geboren:

### 14. bis 18. Jahrhundert
- Otto I. von Pfalz-Mosbach (1390–1461), Pfalzgraf, erhob Mosbach zur Residenz, zeitweise Regent der Kurpfalz in Stellvertretung seines Bruders, des Kurfürsten Ludwig III., Erzieher von Kurfürst Ludwig IV.
- Quirinus Reuter (1558–1613), reformierter Theologe
- Nicolaus Cisnerus (1529–1583), Jurist, Rektor der Universität Heidelberg, Beisitzer am Reichskammergericht, nach ihm wurde 1959 das Realgymnasium benannt
- Johannes Cisnerus, (vor 1581–1620), Spitalprediger in Heidelberg
- Sylvester Samuel Anhorn von Hartwiss (1659–1736), Mediziner, Mitglied des Rates und Stadtphysikus von St. Gallen
- Bernhard Ludwig Friedrich von Voltz (1791–1872), Jurist und Regierungspräsident von Mittelfranken
- Wilhelm Stern (1792–1873), Pädagoge, Seminardirektor und Freund Pestalozzis
- Etienne Gärtner (1794–1866), Mitglied des Vorparlaments und der kurhessischen Ständeversammlung

### 19. Jahrhundert
- Johann Philipp Schifferdecker (1811–1887), Bierbrauer, Gründer des „Portland-Cement-Werk, Heidelberg, Schifferdecker & Söhne“ (heute HeidelbergCement)
- Wilhelm Stein (1811–1889), geboren in Nüstenbach, Chemiker und Hochschullehrer
- Josef Altmann (1818–1874), geistliches Mitglied im Oberrat der Israeliten Badens und Stiftsrabbiner
- August Roth (1823–1889), Forstmeister
- Adolf Buchenberger (1848–1904), badischer Finanzminister
- Gustav Habermehl (1860–1931), geboren in Lohrbach, Mitglied des Badischen Landtages
- Heinrich Hebting (1865–1933), Jurist, badischer Landeskommissär
- Richard Nutzinger (1867–1950), evangelischer Theologe, Volkskundler und Familienhistoriker
- Joseph Huegel (1876–1947), Oberbürgermeister von Weinheim, im Stadtteil Neckarelz geboren
- Martin Jost (1882–1955), Bierbrauer, Gastwirt und Politiker
- Josef Löwenstein (1883–nach 1928), Werbegrafiker und Plakatkünstler
- Fritz Heinsheimer (1897–1958), expressionistischer, später realistischer Maler, der in der Zeit des Nationalsozialismus verfemt wurde
- Ernestine Thren (1899–1981), wuchs im Stadtteil Diedesheim auf, im Zweiten Weltkrieg Krankenschwester im Kessel von Stalingrad, Trägerin der Florence-Nightingale-Medaille für ihre Verdienste während einer Pockenepidemie im Jahr 1958 in Heidelberg und Umgebung.
- Emil Alfeld (1900–1961), Erfinder und singender Bauer, im Stadtteil Neckarelz geboren

### 20. Jahrhundert
- Heinrich Bender (1902–1943), Rugby- und Rudersportler, geboren im Stadtteil Lohrbach
- Wilhelm Müller (1902–1993), Jurist, Präsident des Oberlandesgerichts Karlsruhe
- Julius Held (1905–2002), Kunsthistoriker
- Rhabanus Erbacher  (1937–2025), römisch-katholischer Theologe und Musiker
- Martin Grüber (1937–2021), Kommunalpolitiker (SPD), ehemaliger Oberbürgermeister von Offenburg
- Klaus Michael Grüber (1941–2008), Theater- und Opernregisseur, im Stadtteil Neckarelz geboren
- Christian Schmitt (1944–2022), Romanist
- Michael Wollenschläger (1946–2008), Professor für Arbeits- und Sozialrecht
- Hans Günter Brauch (* 1947), Politikwissenschaftler
- Georg Nelius (* 1949), Politiker (SPD)
- Werner Pokorny (1949–2022), Bildhauer
- Heiko Pippig (* 1951), Maler
- Michael Zittel (* 1951), Schauspieler
- Bernd Förster (* 1956), Fußballnationalspieler
- Karlheinz Förster (* 1958), Fußballnationalspieler
- Andrea Wolf (* 1958), Schauspielerin, Hörspielsprecherin und Malerin
- Friederike Seyfried, geb. Kampp (* 1960), Ägyptologin, Museumsdirektorin
- Jürgen Hörner (1965–2020), Medienmanager
- Franz Müller (* 1965), Regisseur und Drehbuchautor
- Claudius Josef Eckert (* 1969), Abt von St. Bonifaz und Andechs
- Joachim Stadler (* 1970), Fußballspieler mit 130 Erstligaeinsätzen
- Oliver Caruso (* 1974), Weltmeister im Gewichtheben und olympischer Bronzemedaillengewinner
- Steffen Larose Weber (* 1975), Jazz-Musiker, Musikpädagoge und Komponist
- Achim Schmid (* 1975), heute T. M. Garret, deutsch-US-amerikanischer Autor, Radio-Moderator, Produzent
- Michael Rechner (* 1980), Fußballtorwart und -trainer
- Timo Hammel (* 1987), Fußballspieler
- Elissa Huber (* 1987), Opernsängerin
- Yannick Mayer (* 1991), Radrennfahrer
- Nico Müller (* 1993), Gewichtheber
- Judith Steinert (* 1995), Fußballspielerin
- Dennis Geiger (* 1998), Fußballspieler
- Philipp Strompf (* 1998), Fußballspieler

## Sonstige mit der Stadt Mosbach verbundene Personen

### 16. bis 18. Jahrhundert
- Gerhard Eobanus Geldenhauer (1537–1614), evangelischer Theologe, Pfarrer von Neckarelz
- Johannes Posthius (1537–1597), Dichter und Arzt
- Johann Philipp von Hohensax (1550–1596), Rat, Vogt und Oberamtmann in Mosbach
- Bartholomäus Anhorn der Jüngere (1616–1700), evangelisch-reformierter Pfarrer und Historiker, 1649–1660 in Mosbach
- Johann Michael Speicher (1649–1724), ab 1699 Amtschultheiß in Mosbach, Förderer des Franziskanerklosters
- Auguste Pattberg (1769–1850), Dichterin, stand mit dem Stadtteil Neckarelz in Verbindung
- Alexander von Dusch (1789–1876), badischer Staatsmann, ehemals Rechtspraktikant in Mosbach

### 19. Jahrhundert
- Adolf Freiherr Marschall von Bieberstein (1842–1912), Außenminister des Deutschen Reiches, ehemals Staatsanwalt in Mosbach
- Augusta Bender (1846–1924), Lehrerin, (Heimat-)Schriftstellerin
- Walter Lilie (1876–1924), Zeichenlehrer in Mosbach
- Franz Roser (1882–1945), von 1915 bis zu seinem Tod katholischer Stadtpfarrer
- Friedrich Ludwig Scharf (1884–1965), Uniformzeichner, ca. ab 1945 in Mosbach
- Theodor von Sponeck (1896–1982), Schüler in Mosbach, Generalleutnant der Wehrmacht
- Alfons Beil (1896–1997), Priester und Autor, ehemals Vikar in Mosbach
- Ernestine Thren (1899–1981), im Zweiten Weltkrieg Krankenschwester im Kessel von Stalingrad, Trägerin der Florence-Nightingale-Medaille für ihre Verdienste während einer Pockenepidemie im Jahr 1958 in Heidelberg und Umgebung, stand mit dem Stadtteil Neckarelz in Verbindung

### 20. Jahrhundert
- Ernst Brüche (1900–1985), Physiker und Wegbereiter der Elektronenoptik
- Max Güde (1902–1984), Jurist, CDU-Politiker, ehemals Staatsanwalt in Mosbach
- Hans Riehm (1902–1984), Agrikulturchemiker und Bodenkundler
- Heinz Lieberich (1905–1999), Rechtshistoriker
- Ernst Ditton (1912–1977), Landrat in Mosbach 1954–72
- Helmut Schreyer (1912–1984), Computerpionier, Mitarbeiter Konrad Zuses
- Oskar Saier (1932–2008), Erzbischof des Erzbistumes Freiburg, ehemals Kaplan in Mosbach
- Jarg-Erich Hausamen (1939), Mund-, Kiefer- und Gesichtschirurg
- Fanny Morweiser (1940–2014), Krimiautorin
- Fritz Raff (1948–2011), Intendant des Saarländischen Rundfunks, 1985 bis 1990 Oberbürgermeister von Mosbach
- Rudolf Landauer (* 1948), Journalist, Träger Archäologiepreis Baden-Württemberg 2008
- Georg Gänswein (* 1956), Privatsekretär von Papst Benedikt XVI., ehemals Diakon in der Pfarrgemeinde St. Maria der Stadtteile Neckarelz und Diedesheim
- Konstanze Döhner (* 1964), Hämatologin und Onkologin, Professorin für Innere Medizin

## Badener des Jahres
Am 26. Juli 2006 konnte der dato aus Württemberg stammende OB Gerhard Lauth die Auszeichnung Badener des Jahres 2006 des Bundes Freiheit statt Baden-Württemberg aus den Händen von dessen Präsidentin Ingrid Müller stellvertretend für alle Mosbacher entgegennehmen. Grund für diese Auszeichnung, die die ehemals kurpfälzischen und erst seit 200 Jahren badischen Mosbacher nun unter anderem mit Preisträgern wie Regina Halmich, Winfried Schäfer oder Edmund Becker verbindet, war eine Hitparade des SWR, bei der die Mosbacher (als einzige Bürgerschaft Badens) das Badnerlied auf Platz eins wählten, wohingegen im ganzen Land Baden-Württemberg Stairway to Heaven von Led Zeppelin auf Platz eins gewählt wurde.